# Gianni di Parigi

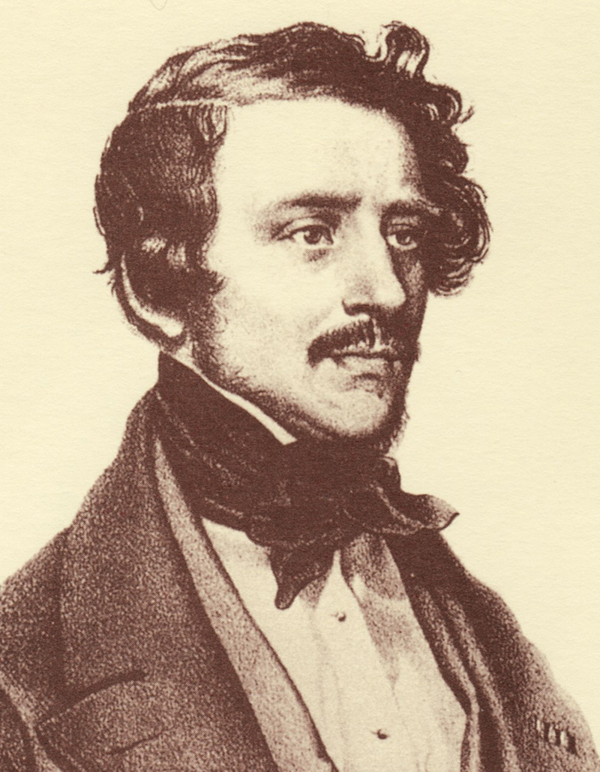
Gaetano Donizetti.

Gianni di Parigi (Gianni från Paris) är en opera i två akter med musik av Gaetano Donizetti och libretto av Felice Romani efter Claude Godard d'Aucourt de Saint-Justs libretto till Boieldieus opera Jean de Paris (1812).

## Historia
Operan hade premiär den 10 september 1839 på La Scala i Milano och framfördes tolv gånger. 1845 spelades operan 17 föreställningar i Turin och ytterligare tio i Neapel 1846. Därefter dröjde det ända till 1985 innan operan sattes upp på nytt och då i New York.

## Personer
- Prinsessan av Navarra (sopran)
- Il Gran Siniscalco, hennes seneskalk (bas)
- Gianni di Parigi, den förklädde Dauphin av Frankrike (tenor)
- Pedrigo, en värdshusvärd (bas)
- Lorezza, hans dotter (mezzosopran)
- Oliviero, Giannis page (kontraalt)
- Prinsessans och Giannis hovfolk, servitörer (kör)

## Handling
Pagen Oliviero anländer till ett värdshus för att beställa en fin middag åt sin husbonde, Gianni av Paris. När värdshusvärden förklarar att stället har bokats upp av prinsessan av Navarra insisterar Oliviero på att värdshuset är tillgängligt för alla. Gianni kommer in och ber pagen att inte avslöja hans rätta identitet. Genom att dubbla summan som prinsessan har betalat blir Gianni accepterad som gäst. Prinsessan gör entré. Hennes seneskalk blir rasande när de får reda på att värdshuset är uppbokat. Prinsessan accepterar nådigt Giannis inbjudan att äta middag med honom varpå hon avslöjar att hon redan har genomskådat hans förklädnad som landets kronprins. De förälskar sig i varandra och planerar det kommande bröllopet.